# Río Avendaño
El río Avendaño o Batán es un curso de agua del norte de la península ibérica, afluente del Zadorra. Discurre por la provincia de Álava.

## Curso
El río, que discurre por la provincia española de Álava, nace en las inmediaciones de Berrosteguieta de las escasas aguas que descienden de la montaña que separa esta provincia del condado de Treviño, perteneciente a la de Burgos. Aunque ahora soterrado en su mayor parte, alimentaba a su llegada a Vitoria un batán y varias fábricas de curtidos antes de desaguar en el Zadorra a la altura del concejo de Arriaga. Aparece descrito en el decimosexto y último volumen del Diccionario geográfico-estadístico-histórico de España y sus posesiones de Ultramar de Pascual Madoz, en el epígrafe dedicado a la ciudad de Vitoria, con las siguientes palabras:

El Avendaño, que corre de S. á O., se forma con las pocas aguas que bajan de la cord. de montañas, que separan á Treviño de la prov. de Alava, y despues de alimentar un batan y varias fáb. de curtidos, y de bañar el Prado, desemboca en Arriaga en el r. Zadorra.
(Madoz, 1850, p. 348)